# Joos de Beer
Joos de Beer (n. 1530, Utrecht, Țările de Jos Habsburgice⁠(d), Țările de Jos – d. 1591, Utrecht, Țările de Jos Habsburgice⁠(d), Țările de Jos) a fost un pictor neerlandez din Utrecht.

## Biografie
Potrivit lui Karel van Mander, a fost elev al lui Frans Floris la Anvers, care s-a întors ulterior la Utrecht și a devenit profesorul lui Abraham Bloemaert și al lui Joachim Wtewael.
Împreună cu Anthonie Blocklandt van Montfoort (pe care l-a avut coleg în timp ce era elev al lui Frans Floris) este cunoscut ca fondatorul școlii de pictură din Utrecht, care și-a deschis porțile în jurul anului 1590. Van Mander afirmă că De Beer a avut multe picturi realizate de către Blocklandt în atelierul său pe care tânărul Bloemaert le-a copiat.